# Adolf Plathner
Adolf Plathner (* 29. November 1861 in Gronau; † 30. Oktober 1937 in Hannover) war ein deutscher Jurist, Kommunalbeamter und Senator. Die von ihm im Jahr 1900 herausgegebene Schrift Statuten und Verordnungen für die Stadt Hannover bildet bis in die Gegenwart ein wichtiges Nachschlagewerk.

## Leben und Wirken
Geboren als Sohn eines Gronauer Kaufmanns zur Zeit des Königreichs Hannover, legte Adolf Plathner im November 1890 seine zweite juristische Staatsprüfung ab und wurde promoviert. Anschließend arbeitete er bis April 1891 beim Amtsgericht Winsen an der Luhe als Gerichtsassessor, dann als juristischer Hilfsarbeiter beim Magistrat in Frankfurt am Main.
Noch zur Zeit des Deutschen Kaiserreichs wurde Adolf Plathner am 30. März 1895 in Hannover mit Wirkung zum 15. Mai des Jahres zum rechtskundigen Senator gewählt, wodurch er unter anderem zuständig wurde für das Stadtpolizeibauamt, für Angelegenheiten der städtischen Friedhöfe, des Militärs sowie des Markt- und Markthallen-wesens.
Zudem war Plathner Mitglied der „Stadthallenkommission“, in der er maßgeblich an der Errichtung der Stadthalle beteiligt war.
Unmittelbar nach dem Ende des Ersten Weltkrieges wurde Adolf Plathner am 12. November 1918 zum Leiter des städtischen Wohnungsamtes ernannt, wo er bis zu seinem Ruhestand am 1. Juli 1925 wirkte.

## Ehrungen
- Noch zu Plathners Lebzeiten wurde 1926 ein Teil der 1925 angelegten Friedensstraße in den hannoverschen Stadtteilen Zoo und Bult in Plathnerstraße umbenannt.[3]

## Schriften
- Statuten und Verordnungen für die Stadt Hannover. Meyer, Hannover 1900, OCLC 918179900.
- Baupolizeiliche Sondervorschriften für 1. Theater, Cirkusgebäude und öffentliche Versammlungsräume, 2. Kranken-, Entbindungs- und Irrenanstalten, 3. Gebäude in der Nähe von Eisenbahnen und 4. Aufzüge(Fahrstühle). Meyer, Hannover 1900, OCLC 918397242.
- (Hrsg.): Bauordnung für die Stadt Hannover. Mit Anmerkungen und Sachregister; nebst einer Sonderbeilage enthaltend den Plan über die Zoneneinteilung. Hartmann, Hannover 1901, OCLC 257961515.
- Bauordnung für die Vororte von Hannover, v. 25. Apr. 1902. Hartmann, Hannover 1902, OCLC 257961519.